# Oncopeltus fasciatus

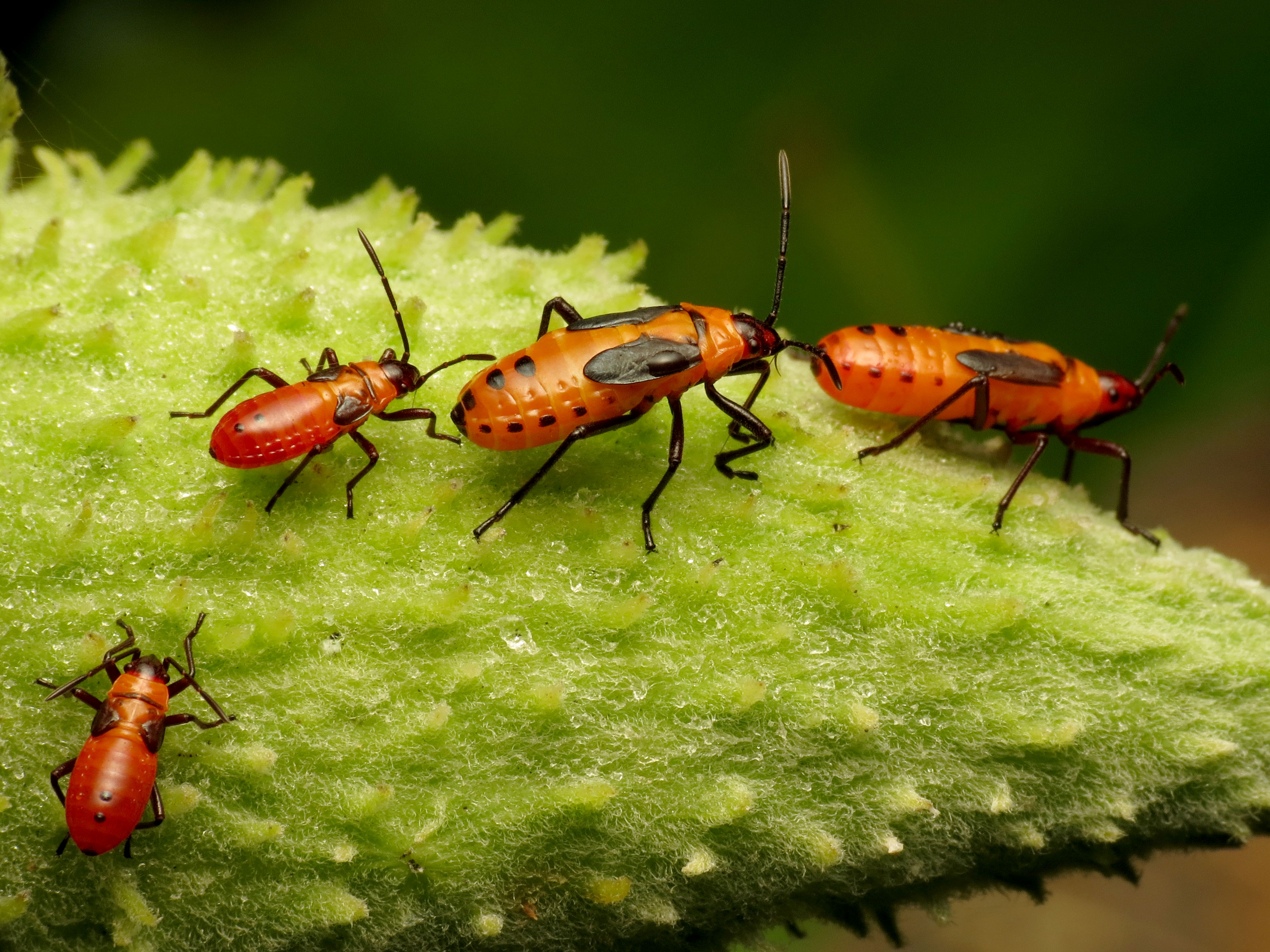
Nymphen

Oncopeltus (Erythrischius) fasciatus ist eine Wanze aus der Familie der Bodenwanzen (Lygaeidae). Im Englischen trägt die Wanzenart die Bezeichnung Large Milkweed Bug („Große Seidenpflanzen-Wanze“).

## Merkmale
Die Wanzen werden 10–18 mm lang. Sie enthalten Toxine und tragen eine Warnfärbung. Der Halsschild ist schwarz mit einem orange-farbenen Seitenrand. Über das orange Corium der Halbdecken verläuft ein breites schwarzes Querband. Die Membran der Vorderflügel ist schwarz. Die männlichen Imagines besitzen auf der Ventralseite am vierten Hinterleibssegment ein schwarzes Band. Die Weibchen haben an selbiger Stelle zwei schwarze Flecke.

## Verbreitung
Oncopeltus fasciatus ist in Nordamerika heimisch. Ihr Verbreitungsgebiet reicht 
vom Süden Kanadas über den Osten und Südwesten der Vereinigten Staaten sowie Mexiko bis nach Costa Rica in Mittelamerika. Ferner ist die Art auf den Westindischen Inseln vertreten. Die im nördlichen Teil Nordamerikas vorkommenden Populationen ziehen gewöhnlich im Herbst nach Süden und überwintern an der südlichen Atlantikküste oder an der Golfküste.

## Lebensweise
Die Wanzen durchlaufen fünf Nymphenstadien. Man findet sie häufig an den namensgebenden Seidenpflanzen (Asclepias) (engl. milkweed), besonders an der Gewöhnlichen Seidenpflanze (Asclepias syriaca). Sie saugen an den Samenschoten, Blättern und Stängeln dieser Pflanzengattung. Dabei nehmen sie über die Pflanzensäfte auch die enthaltenen Giftstoffe auf, insbesondere Cardenolide, die sie in ihren Körpern einlagern. Diese dienen zur Abschreckung von Prädatoren. Das Gift ist selbst für Invertebraten meist nicht letal, aber ungenießbar. In der Folge schützt die auffällige Warnfärbung andere Artgenossen (Aposematismus) auch gegenüber invertebraten Fressfeinden wie z. B. der Fangschrecke Tenodera aridifolia effizient.